# 云南小膜盖蕨
云南小膜盖蕨（学名：Araiostegia yunnanensis）为骨碎补科小膜盖蕨属下的一个种。其种加词 yunnanensis 意为“云南的”。
现接受名为美小膜盖蕨（Davallia yunnanensis Christ）。